# Good Night and Good Luck
Good Night and Good Luck – amerykański dramat filmowy z 2005 roku, w reżyserii George’a Clooneya. Jego akcja rozgrywa się w Stanach Zjednoczonych w dobie makkartyzmu.          

## Obsada
- David Strathairn – Edward R. Murrow
- George Clooney – Fred Friendly
- Patricia Clarkson – Shirley Wershba
- Jeff Daniels – Sig Mickelson
- Robert Downey Jr. – Joe Wershba
- Ray Wise – Don Hollenbeck
- Robert John Burke – Charlie Mack
- Frank Langella – William Paley
- Tate Donovan – Jesse Zousmer
- Dianne Reeves – wokalistka jazzowa
- Alex Borstein – Natalie
- Rose Abdoo – Millie Lerner
- Reed Diamond – John Aaro
- Joseph Dowd – reporter
- Simon Helberg – osoba z CBS
- Grant Heslov – Don Hewitt
- Tom McCarthy – Palmer Williams
- Glenn Morshower – pułkownik Anderson
- Katharine Phillips Moser – żona Jessego
- Bruna Raynaud – żona Francka Stantona
- Matt Ross – Eddie Scott
- David Christian – obrońca

## Nagrody
Film był nominowany do Oscara w 2006 r. w 6 kategoriach: Najlepszy Film, Najlepsza Reżyseria – George Clooney, Najlepszy Aktor – David Strathairn, Najlepszy Scenariusz Oryginalny, Najlepsze Zdjęcia i Najlepsza Scenografia.